# Мотыльки (мини-сериал)
«Мотыльки́» — украинский четырёхсерийный мини-сериал режиссёра Виталия Воробьёва, вышедший в 2013 году к 27-й годовщине Чернобыльской аварии, произошедшей в 1986 году.
Премьера состоялась 27 апреля 2013 года на телеканале «Интер».

## Сюжет
Действие картины разворачивается на фоне аварии на ЧАЭС в апреле 1986 года.
10-классница Аля (Алевтина) Широкова (Мария Поезжаева) и её старшая сестра Марьяна (Евгения Лоза), работающая врачом, едут на выходные в ночь с 25 на 26 апреля из Киева в Припять к родственникам. На их глазах происходит взрыв на 4-м блоке ЧАЭС.
Их отец (Андрей Казаков) участвует в ликвидации аварии в качестве пилота вертолёта. Он посылает солдата Павла, служащего в его части (Юрий Борисов), донести записку дочерям о том, чтобы они его ждали там же, в Припяти. Паша и Аля сразу же влюбляются друг в друга и обещают быть вместе, несмотря ни на что.
При заборе проб из реактора вертолёт, выйдя из строя и задев лопастями трубу станции, падает, и Широков погибает. Марьяна, уже получившая дозу радиации во время взрыва, добровольно участвует в спасении пострадавших и облучается дополнительно, после чего её отправляют на лечение в Москву. Попав на крышу 4-го энергоблока, Павел также облучается и тяжело заболевает лучевой болезнью, но любовь к Але заставляет его встать на ноги и вернуться за ней…

### Краткое описание серий

#### 1-я серия
Конец апреля 1986 года. Врач Марьяна Широкова решает поехать на выходные к родственникам в Припять и берёт с собой младшую сестру, старшеклассницу Алю. По дороге девушки видят страшный взрыв на ЧАЭС (в этот момент часы в машине показывают время 1:23). Марьяна получает смертельную дозу облучения, но узнав, что в городе требуется врачебная помощь, забывает о себе и отправляется в больницу помогать другим. К Але приходит рядовой Павел Державин с запиской от её отца, майора ВВС Николая Широкова. Между юношей и девушкой вспыхивает любовь с первого взгляда.

#### 2-я серия
В Припяти объявлена эвакуация, но Аля остаётся в городе, потому что собирается дождаться отца, однако во время выполнения вылета к горящему реактору вертолёт Широкова падает, и он погибает. О его смерти девушка узнаёт от Паши и в отчаянии умоляет юношу не бросать её в одиночестве, но Паша возвращается в часть и во время работы на крыше тлеющего реактора замечает сослуживца — казаха Рыскулова, который от страха сошёл с ума и находится в сильно заражённой зоне без респиратора. Павел отдаёт ему свой, но сослуживец нападает. Павел в ходе драки сбрасывает казаха в жерло реактора и, спустившись, чтобы достать его труп, получает смертельную дозу облучения.

#### 3-я серия
Паше становится лучше, и он убегает из лазарета, чтобы выполнить обещание, данное Але, и снова увидеть её. Влюблённые проводят в абсолютно пустом городе целый день. Забравшись в чужую квартиру в поисках пропитания, молодые люди находят забитый едой холодильник, бутылку водки и шампанское. Ночь они проводят вместе. Несмотря на то, что вокруг царит хаос и смерть, они счастливы, но утром Паше становится плохо. Они принимают решение пешком уйти из города, для того, чтобы найти помощь.

#### 4-я серия
Пашу чудом отправляют в Москву, где ему пытаются оказать помощь. Аля едет с ним и умоляет врачей, чтобы ей позволили увидеть любимого. Она всё ещё верит, что её любовь сохранит ему жизнь, но всё тщетно. Спустя некоторое время Паша умирает. В той же больнице умирает Марьяна, а в Киеве — дедушка сестёр. Аля остаётся совершенно одна, и единственное, что заставляет её продолжать жить — это её ещё не рождённый ребёнок. Но врачи настоятельно требуют избавиться от него. Аля сбегает из больницы. 
В финале Даша, дочка Али и Паши, после смерти мамы воспитывавшаяся в детском доме, посещает Припять в наши дни.

## В ролях
- Мария Поезжаева — Аля / Даша
- Юрий Борисов — Павел
- Евгения Лоза — Марьяна
- Андрей Казаков — Широков
- Юрий Назаров — Илларион
- Юлия Рутберг — Софья Михайловна
- Артём Ткаченко — Игорь
- Владимир Виноградов — Москалёв, майор
- Станислав Мельник — Стригунок
- Максим Заусалин — Кузичев
- Тимур Боканча — Лёнчик
- Азамат Нигманов — Рыскулов
- Евгений Сангаджиев — узбек
- Сергей Сипливый — мужчина «Сочи-85»
- Виктор Сарайкин — Петров, полковник
- Олеся Жураковская — Шура
- Константин Костышин — врач армейского лагеря
- Ирма Витовская — парикмахер
- Олег Примогенов — моряк
- Борис Орлов — Иванов, лейтенант
- Ирина Мак — Ангелина Ивановна
- Александр Игнатуша — Степан Матвеевич
- Софья Письман — Нина Афанасьевна
- Нина Кастроф — Валентина

## Съёмочная группа
- Автор сценария: Валерий Мухарьямов
- Режиссёр-постановщик: Виталий Воробьев
- Оператор-постановщик: Павел Кулаков
- Художник-постановщик: Владимир Душин
- Композитор: Максим Кошеваров
- Продюсеры:
  - Екатерина Швец
  - Виктор Мирский

## Съёмки
Над фильмом работала съёмочная группа Film.ua.
Первые сцены сняты в Херсонской области. Снимали одну из самых технически сложных сцен на вертолётной площадке. Основная часть фильма снималась в Киеве и области (город Славутич).
Местом съёмок сцен на Киевском вокзале в Москве стал главный железнодорожный вокзал во Львове. Ночные съёмки проходили два дня. В процессе был использован гелиевый шар и арсенал пиротехники.
Для достижения максимального сходства с Припятью на фасад дворца культуры в Славутиче прикрепили надпись «Энергетик». Ещё одно знаковое здание Припяти — гостиница «Полесье» — появилось в кадре с помощью компьютерной графики, равно как и сама Чернобыльская АЭС и её окрестности в момент катастрофы.
Чтобы добиться исторической правды в кадре (жителей Припяти эвакуировали на жёлтых «Икарусах»), автобусы собирали по всей Украине, большинство из них находились в нерабочем состоянии. В соответствие с временем приводили и кареты скорой помощи, милицейские автомобили, «Жигули». Перед съёмками военной техники (вертолёты, бронетранспортёры, машины санитарной обработки) на большинстве машин приходилось убирать современный камуфляж, красить в зелёный цвет.

## Отзывы
Сериал попал в список «10 лучших русских сериалов 2014 года» по версии журнала «Афиша».